# Grégory Habeaux
Grégory Habeaux (* 20. Oktober 1982 in Bassenge) ist ein ehemaliger belgischer Radrennfahrer.

## Sportliche Laufbahn
Grégory Habeaux entschied 2004 eine Etappe der Tour de Liège für sich. Daraufhin fuhr er im Spätsommer bei MrBookmaker.com als Stagiaire, bekam dort aber keinen Profivertrag für die folgende Saison. Ab 2005 fuhr er für das belgische Professional Continental Team Landbouwkrediet-Colnago. Bei der Tour de Langkawi 2006 konnte er sich bei zwei Etappenankünften unter den Top Ten behaupten.
Im Laufe seiner sportlichen Karriere konnte Habeaux nur ein einziges UCI-Rennen gewinnen, im Jahre 2011 Dwars door het Hageland.
Ab November 2017 litt Habeaux unter Herzrhythmusstörungen. Nach dem plötzlichen Herztod seines Landsmannes Michael Goolaerts beim Rennen Paris–Roubaix 2018 beschloss er im April 2018, sofort mit dem Radsport aufzuhören.

## Erfolge
2011
- Dwars door het Hageland

## Teams
- 2004 MrBookmaker.com (Stagiaire)
- 2005 Landbouwkrediet-Colnago
- 2006 Landbouwkrediet-Colnago
- 2007 Jartazi-Promo Fashion
- 2008 Mitsubishi-Jartazi
- 2009 Verandas Willems
- 2010 Verandas Willems
- 2011 Veranda’s Willems-Accent
- 2012 Accent Jobs-Willems Veranda’s
- 2013 Accent Jobs-Wanty
- 2014 Wanty-Groupe Gobert
- 2015 Wallonie-Bruxelles
- 2016 Wallonie Bruxelles-Group Protect
- 2017 WB Veranclassic Aqua Protect
- 2018 WB Aqua Protect Veranclassic (bis 11. April)